# Dariusz Madejczyk
Dariusz Madejczyk (ur. 27 kwietnia 1969 w Pniewach) – polski duchowny katolicki, duszpasterz młodzieży, dziennikarz, doktor nauk teologicznych, specjalista w zakresie misjologii, w latach 2006-2012 redaktor naczelny Przewodnika Katolickiego, obecnie proboszcz parafii pw. Najświętszej Bogarodzicy Maryi w Poznaniu. 

## Życiorys
Egzamin dojrzałości – Liceum Ogólnokształcące im. Emilii Sczanieckiej w Pniewach w 1988 roku. Studia filozoficzno-teologiczne na Papieskim Wydziale Teologicznym w Poznaniu (1988-1994). Studia specjalistyczne z zakresu misjologii na Papieskim Uniwersytecie Urbaniana w Rzymie (1997–2002) uwieńczone w 2003 roku pracą doktorską pt. Globalizacja: nowe wyzwanie dla ewangelizacji Europy. Przygotowanie do kapłaństwa w Arcybiskupim Seminarium Duchownym w Poznaniu. Święcenia kapłańskie: 26 maja 1994 roku. Po święceniach kapłańskich wikariusz w Śremie w par. Ducha Świętego (1994-1996) i w Poznaniu w par. Podwyższenia Krzyża Świętego (1996–1997). W latach 2002–2006 sekretarz arcybiskupa Stanisława Gądeckiego, metropolity poznańskiego. W 2005 roku po śmierci papieża Jana Pawła II założył Duszpasterstwo Młodych 20/30 przy katedrze poznańskiej. Od 2006 roku do czerwca 2012 roku redaktor naczelny Przewodnika Katolickiego i duszpasterz młodzieży przy katedrze poznańskiej. Od lipca 2012 roku proboszcz parafii pw. św. Jadwigi i św. Jakuba Apostoła w Lusowie. Od sierpnia 2023 proboszcz parafii pw. Najświętszej Bogarodzicy w Poznaniu. 
Twórca pierwszej polskiej strony internetowej poświęconej pielgrzymowaniu do Santiago de Compostela, która istniała w latach 2004–2006. W 2004 roku pielgrzymował pieszo do Santiago de Compostela. Owocem pielgrzymowania stało się wydawnictwo albumowe W drodze do Composteli. Sanktuarium Europy (współautor z Michałem Gramackim) wydane w Poznaniu w 2005 roku.

## Publikacje książkowe
- Halo, urwisy! Tu mówi Papież - tłumaczenie i opracowanie – Kielce 2000
- Mały przewodnik po spowiedzi świętej – Poznań 2001
- Rachunek sumienia dla młodzieży – Poznań 2004
- W drodze do Composteli. Sanktuarium Europy - współautor z Michałem Gramackim – Poznań 2005
- Bilet do nieba - Ewangelia o piątej nad ranem - rok B – Poznań 2005
- SMS do Pana Boga - Ewangelia o piątej nad ranem - rok C – Poznań 2006
- Domino miłości - Ewangelia o piątej nad ranem - rok A – Poznań 2007
- Benedykt XVI, Zbudować dom na skale - opracowanie – Poznań 2006
- Jan Paweł II, Zabrałem was ze sobą. Spotkania z polską młodzieżą - wybór i opracowanie tekstów – Poznań 2007
- Przewodnik Katolicki. 30 lat wyboru Ojca Świętego Jana Pawła II. Wybór tekstów publikowanych w Przewodniku Katolickim w latach 1978-2007 – redakcja tomu - Poznań 2008
- Bóg przyjmuje wszystkich. Brat Alois z Taize odpowiada na pytania młodzieży. Rozmowę przeprowadził ks. Dariusz Madejczyk – Poznań 2009
- Gianfranco Ravasi, Biblia jest dla ciebie. Mały kurs teologii biblijnej - opracowanie ks. Dariusz Madejczyk, Magdalena Woźniak – Poznań 2011